# 斯蒂芬·康洛伊
斯蒂芬·康洛伊（Stephen Conroy，1963年1月18日—）是一位澳洲政治人物，他的黨籍是澳洲工黨。自1996年開始，他是代表維多利亞州的澳大利亞參議院議員之一.。他出生在英國。